# Real Academia Médica Matritense
La Real Academia de Medicina Matritense o de Madrid surgió a mediados del siglo XVIII como tertulia de médicos, cirujanos y boticarios donde se debatían cada tarde y de manera informal todo tipo de temas asociados con la salud. Esta primera academia, que se formaliza en 1734, sufrirá los avatares políticos del siglo XIX, entre liberales y conservadores, y en 1861 pasará a denominarse Real Academia Nacional de Medicina, siendo el germen de la misma.

## Historia
La tertulia se desarrollaba cada tarde y reunía informalmente a destacados médicos, cirujanos y farmacéuticos en la rebotica de Don José Arcadio de Ortega, en el número 19 de la calle madrileña de La Montera. Estaba formada por un sótano, el despacho o botica donde se atendía, la rebotica, un laboratorio, y una magnífica biblioteca con libros de Farmacia, Química, Botánica, Literatura e Historia. En ella se reunían José Carralón, médico del Duque de Solferino, Juan Andrés Besterrechea, cirujano de Cámara, José Cervi, médico al servicio de la Corona y Andrés Piquer, eminente médico valenciano, entre otros. En ella se debatían en agradable conversación las novedades y el progreso de la medicina madrileña, que abarcaba diferentes aspectos de la Medicina, la Farmacia y Farmacología, y las ciencias quirúrgicas. La regularidad y afán de estas reuniones, les llevó a formalizar la tertulia y el 12 de julio de 1733, se quiere dar carácter oficial con la denominación de "Tertulia Literaria Médica Matritense".
Un año más tarde, el 12 de agosto de 1734, con la modificación de sus primeros Estatutos, se convierte en Academia Médica Matritense, aprobada por Real Decreto de Felipe V un mes después. El apoyo de la Corona que concede el apelativo de "Real" y la ampliación en el número de sus socios permite abarcar nuevos campos de interés con la historia natural, la química, la física y la botánica.
El seguimiento e interés de la Corona por la vida académica supuso el nombramiento como Director de la Academia del Dr. José Cervi, médico real; comenzando una etapa de amplia actividad científica y sucesivas modificaciones en los Estatutos. Desde la Academia Matritense se impulsa la creación del Real Jardín Botánico, las expediciones botánicas y otros proyectos como la edición de la "Flora Española" de Quer y la publicación de la "Farmacopea Matritense"(1739) junto con el Real Colegio de Farmacéuticos de Madrid.